# Margo Price
Margo Rae Price (15 de abril de 1983) es una cantautora norteamericana basada en Nashville, Tennessee. The Fader la ha llamado la próxima estrella del "country." Su álbum en solitario de debut Midwest Farmer's Daughter fue  publicado en Third Man Records el 25 de marzo de 2016. El álbum fue grabado  en el Sun Studio en Memphis, Tennessee, y fue realizado por el ingeniero de sonido Ross Mate-Spang. El álbum se grabó en tres días.

## Carrera
Price creció en una ciudad pequeña en Aledo, Illinois, donde tocaba el piano y cantaba en el coro de la iglesia antes de estudiar baile y teatro en la universidad. En 2003, a la edad de 20 años se trasladó a Nashville, TN.
En Nashville trabajó en diversas ocupaciones como camarera y enseñando baile a niños en un YMCA. Durante ese tiempo comienza a actuar con el grupo Búfalo Clover que funda con su marido, el guitarrista Jeremy Ivey, y más tarde forma Margo and the Pricetags que fue "pensado para ser un supergrupo." Sturgill Simpson y Kenny Vaughan, guitarrista en la banda de Marty Stuart, tocaron con el grupo.
Price ha sido descrita por Rolling Stone como "un fruto de la comunidad musical del Este de Nashville," y ha aparecido en la lista de esa publicación de Artistas de Country que Necesitas Conocer en 2014. Su amigo de Nashville, el músico Aaron Lee Tasjan, la llama "una parte singular y vital de esta escena, con valor por sí misma."
El 9 de abril de 2016, fue la invitada musical en Saturday Night LIve. El 17 de mayo de 2016, hizo su debut televisivo en el Reino Unido en Later... with Jools Holland.

## Influencias
Price cita a Emmylou Harris y Dolly Parton como influencias importantes. Su voz también ha sido comparada a las de Loretta Lynn y Tammy Wynette. Su tío abuelo, Bobby Fischer, fue compositor de temas para George Jones, Conway Twitty, Charley Pride y Reba McEntire. Nashville Scene anotó que a menudo escribe sobre "los giros crueles de la vida" y que "su trasfondo supone tener humildad para soportarlos."

## Discografía

### Álbumes de estudio
| Título                    | Detalles                                         | posiciones | posiciones | posiciones | posiciones | ventas       |
| Título                    | Detalles                                         | US Country | US         | US Indie   | UK Country | ventas       |
| ------------------------- | ------------------------------------------------ | ---------- | ---------- | ---------- | ---------- | ------------ |
| Midwest Farmer's Daughter | - 25 de marzo de 2016 - Sello: Third Man Records | 10         | 189        | 11         | 1          | - US: 29,100 |

### Con Búfalo Clover
- Pick Your Poison (2010)
- Low Down Time (2011), Palaver Records
- Test Your Love (2013)

## Premios y nominaciones
| Año  | Asociación                      | Categoría                   | Obra            | Result |
| ---- | ------------------------------- | --------------------------- | --------------- | ------ |
| 2016 | Americana Music Honors & Awards | Emerging Artist of the Year | Margo Price     |        |
| 2016 | Americana Music Honors & Awards | Song of the Year            | "Hands of Time" |        |
| 2016 | Ameripolitan Music Awards       | Honky Tonk Female           | Margo Price     |        |